# Gnop!
Gnop! var en enkel klon av det berömda datorspelet Pong för Macintosh och var det första spelet släppt av Bungie Studios, 1990. Namnet Gnop är Pong stavat baklänges. 
Spelet skapades av Alex Seropian 1990, nästan ett år innan Bungies officiella införlivande. Spelet blev populärt hos Mac-användare eftersom det var gratis, men flera användare köpte spelets källkod för 15 amerikanska dollar. 